# جان پیک (بازیکن هاکی روی چمن)
جان پیک (انگلیسی: John Peake؛ زادهٔ ۲۶ اوت ۱۹۲۴) بازیکن هاکی روی چمن اهل بریتانیا بود.